# Etta Baker
Etta Baker, pseudonimo di Etta Lucille Reid (Caldwell County, 31 marzo 1913 – Fairfax, 23 settembre 2006), è stata una cantante e chitarrista statunitense.

## Biografia
Etta Baker è considerata uno dei chitarristi più importanti del Piedmont blues. Impara a suonare il suo primo brano da suo padre, suona per decenni in oscurità, lontana dalla fama, fino a quando viene inaspettatamente scoperta dal cantante folk Paul Clayton nel 1956. Attraverso Paul Clayton, Etta Baker ha la possibilità di registrare le sue canzoni per la prima volta. Nel 1989, è stata onorata con il premio del patrimonio Folk della Carolina del Nord il prestigioso North Carolina Folk Heritage Award e nel 1991 riceve il premio di Fellowship patrimonio nazionale da parte del National Heritage Fellowship Award from the National Endowment for the Arts, riconoscendola come tra i maggiori esponenti del cosiddetto Piedmont blues.
Al secolo Etta Lucille Reid nasce a Caldwell County, nel North Carolina, da discendenza afro-americana e nativi americani, portando con sé anche il patrimonio genetico americano europeo. Ha suonato sia chitarre da 6 corde che 12 corde sempre nella chitarra acustica, così come banjo a 5 corde. Baker ha suonato Piedmont blues per 90 anni, a partire dall'età di tre anni, quando, si racconta non riuscisse nemmeno a tenere la chitarra in modo corretto. Come lei stessa racconta in varie interviste, viene iniziata allo strumento da suo padre, Boone Reid, anche lui un musicista navigato nello stile Blues di Piedmont, e anche lui sempre su diversi strumenti. La sua prima registrazione risale al estate del 1956, quando lei e suo padre conobbero in circostanze fortuite il cantante folk Paul Clayton durante la visita a Blowing Rock, Carolina del Nord, vicino alla loro casa in Morganton, NC. Il padre di Baker chiese a Clayton di ascoltare sua figlia suonare il suo pezzo "One Dime Blues", Clayton ne rimase colpito, arrivando a casa Baker con il suo registratore il giorno successivo, per realizzare una prima registrazione di diverse canzoni.
Nel corso degli anni, Baker ha condiviso la sua conoscenza ed esperienza musicale negli Stati Uniti con molti musicisti di fama nazionale ed internazionale, tra cui Bob Dylan, Taj Mahal, e Kenny Wayne Shepherd. Baker ricevette il North Carolina Folk Heritage Award da parte del Consiglio Arts Carolina del Nord nel 1989, il National Endowment for the Arts "National Heritage Fellowship nel 1991, e il North Carolina Award nel 2003. Insieme con la sorella, Cora Phillips, Baker ha ricevuto il Nord Brown-Hudson Folklore Award di Carolina Folklore Society nel 1982.

## Vita privata
Baker aveva nove figli, uno dei quali venne ucciso nella guerra del Vietnam nel 1967, lo stesso anno muore anche il marito. Ha vissuto i suoi ultimi giorni a Morganton, North Carolina, e morì all'età di 93 a Fairfax, in Virginia, durante la visita a una figlia che aveva subito un ictus.
One Dime Blues è ritenuto il brano più rappresentativo, nonché di maggior successo dell'artista.

## Discografia

### Album
- 1956 - Instrumental Music From the Southern Appalachians (Tradition Records; ripubblicato nel 1997)
- 1990 - One Dime Blues
- 1998 - The North Carolina Banjo Collection (various artists) (Rounder)
- 1999 - Railroad Bill
- 2004 - Etta Baker with Taj Mahal (Music Maker 50)
- 2005 - Carolina Breakdown (con Cora Phillips) (Music Maker 56)
- 2006 - Knoxville Rag (con Kenny Wayne Shepherd) (Reprise Records)